# Aplasta berytaria
Aplasta berytaria là một loài bướm đêm trong họ Geometridae.